# Sint-Agnes buiten de muren
Sint Agnes buiten de muren (Sant'Agnese fuori le mura) is een basiliek te Rome, waar Sint Agnes zou zijn begraven. Haar relieken worden er nog steeds bewaard. De kerk ligt langs de Via Nomentana, buiten de Aureliaanse Muur, die een deel van de oude stad omcirkelt. Er is nog een andere bekende Sant’Agnese-kerk te Rome, de Sant'Agnese in Agone op het Piazza Navona Deze kerk is gebouwd op de plek waar Agnes de marteldood stierf.

## Geschiedenis

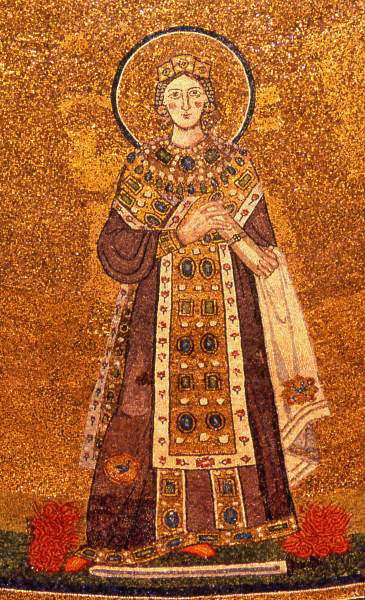
Mozaïek van Sint Agnes

De huidige kerk werd gebouwd op een catacombe, die dateert uit de 4e eeuw. Paus Honorius I gaf in de 7e eeuw opdracht om de huidige kerk te bouwen. Vandaag is de catacombe er nog steeds. Zij strekt zich over ongeveer 10 kilometer uit, maar slechts een deel ervan is voor het publiek toegankelijk. Rond de graftombe van Sint Agnes werden rotsen uitgehouwen. Op deze manier kon haar familie rouwen rond het graf. Al gauw werd dit bekend in Rome en vele Romeinen zouden het voorbeeld van de familie volgen. Zo werd deze tombe een bedevaartsoord.
In 340 liet Constantina, dochter van Constantijn de Grote, de kerk uitbreiden en een groot mausoleum bouwen. Dit is nu bekend als het "mausoleo di Santa Costanza" (Constantina werd vereerd als heilige, maar is nooit officieel als heilige erkend).
In de kerk was er een apart gedeelte voor vrouwen (matronaeum), zoals ook het geval is in de kerk van San Lorenzo fuori le mura.
Het is in deze kerk dat op de naamdag van Sint Agnes traditioneel twee lammeren gezegend worden door de paus. Hun wol wordt later in de pallia geweven, die dan gedragen worden door nieuw-verkozen aartsbisschoppen als symbool van hun band met de paus. (In de praktijk zegent de paus de lammeren steeds vaker in het Vaticaan.)
In 1654 werd de kerk voor het eerst een titelkerk toegewezen aan Baccio Aldobrandini. De huidige kardinaal-titularis van de  San Agnetis extra moenia is Camillo Ruini.
De Nederlandse architect Jan Stuyt liet zich bij de bouw van de Sint-Agneskerk in Amsterdam inspireren door de Sint-Agnes buiten de Muren.

## Titelkerk
| Jaar      | Titel              | Kardinaal                                                   |
| --------- | ------------------ | ----------------------------------------------------------- |
| 1654-1658 | kardinaal-priester | Baccio Aldobrandini                                         |
| 1658-1668 | kardinaal-priester | Girolamo Farnese                                            |
| 1669-1971 | kardinaal-priester | Vitaliano Visconti                                          |
| 1672-1673 | kardinaal-priester | Federico Borromeo                                           |
| 1690-1693 | kardinaal-priester | Toussaint de Forbin-Janson                                  |
| 1696-1698 | kardinaal-priester | Giambattista Spinola                                        |
| 1706-1712 | kardinaal-priester | Rannuzio Pallavicino                                        |
| 1721-1734 | kardinaal-priester | Giorgio Spínola                                             |
| 1735-1740 | kardinaal-priester | Serafino Cenci                                              |
| 1743-1747 | kardinaal-priester | Filippo De Monti                                            |
| 1747-1757 | kardinaal-priester | Frédéric-Jérôme de la Rochefoucauld de Roye                 |
| 1758-1774 | kardinaal-priester | Étienne-René Potier de Gesvres                              |
| 1778-1790 | kardinaal-priester | Luigi Valenti Gonzaga                                       |
| 1802-1820 | kardinaal-priester | Giuseppe Spina                                              |
| 1822-1826 | kardinaal-priester | Dionisio Bardaxí y Azara                                    |
| 1827-1831 | kardinaal-priester | Ignazio Nasalli-Ratti                                       |
| 1833-1841 | kardinaal-priester | Filippo Giudice Caracciolo                                  |
| 1846-1851 | kardinaal-priester | Hugues-Robert-Jean-Charles de la Tour d’Auvergne-Lauraquais |
| 1852-1860 | kardinaal-priester | Girolamo D’Andrea                                           |
| 1860-1868 | kardinaal-priester | Girolamo D’Andrea (in commendum)                            |
| 1868-1875 | kardinaal-priester | Lorenzo Barili                                              |
| 1875-1881 | kardinaal-priester | Pietro Gianelli                                             |
| 1882-1892 | kardinaal-priester | Charles Lavigerie                                           |
| 1893-1914 | kardinaal-priester | Georg von Kopp                                              |
| 1914-1917 | kardinaal-priester | Károly Hornig                                               |
| 1919-1945 | kardinaal-priester | Adolf Bertram                                               |
| 1946-1958 | kardinaal-priester | Samuel Stritch                                              |
| 1958-1972 | kardinaal-priester | Carlo Confalonieri                                          |
| 1973-1988 | kardinaal-priester | Louis-Jean Guyot                                            |
| 1991-     | kardinaal-priester | Camillo Ruini                                               |